# الذخائر (مسلسل)
الذخائر هو مسلسل تلفزيوني عراقي عرض في عام 1997.

## الممثلون
- عبير فريد
- مهدي الحسيني